# Rugby Quatre Barres

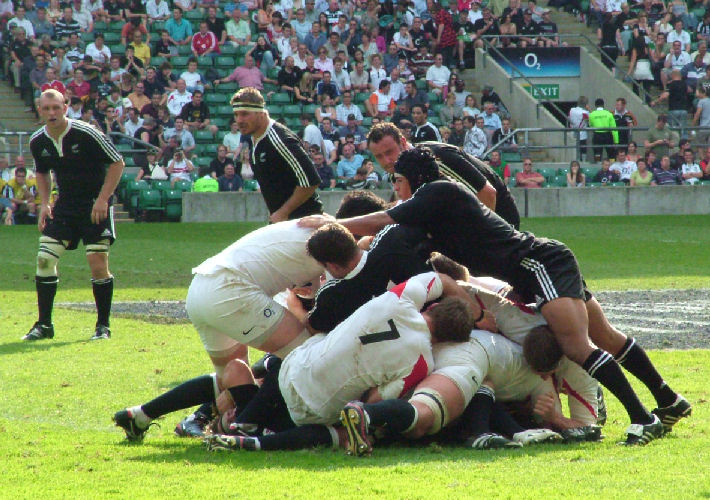
El format de la competició és el clàssic del Torneig de les Sis Nacions

El Rugby Quatre Barres, també escrit Rugby 4 Barres, és un torneig de rugbi que disputen clubs de territoris de parla catalana.

## Origen
El naixement d'aquesta competició de rugby és fruit de la petició realitzada l'any 2007 per part de la Junta Directiva del club alguerès Amatori Rugby Alghero de poder jugar com a convidats a la Primera Divisió catalana, el Sr. Xavier-Albert Canal Gomara President de la Federació Catalana de Rugby i els membres de la directiva donaren la seva conformitat, malgrat això diversos clubs de la Federació iniciaren una acció de boicot per impedir aquesta invitació i en una Assemblea Plenària de la Federació Catalana de Rugby es va arribar a una votació amb empat de vots, donant-se el fet paradoxal que aquells equips que no havien de jugar contra l'Alguer imposaren amb el bloqueig la no participació de l'Alguer a la Primera Catalana. Com a conseqüència d'aquest fet 5 equips del Principat més la societat algueresa han creat un nou Torneig de Rugby anomenat Quatre Barres, que és disputa per primera vegada la temporada 2007-2008.

### Els clubs fundadors
Els clubs participants fundadors són:
- Amatori Rugby Alghero[1]
- Club de Rugby de Torroella de Montgrí - Senglars, en substitució del Rugby Club Badalona[2]
- Club Natació Poble Nou - Enginyers
- GEiEG
- Químic Equip Rugby
- Club de Rugby Tarragona[3]

## Bases del torneig
El torneig que es desenvolupa amb el format clàssic del Torneig de les Sis Nacions té la voluntat de ser un referent en la creació d'una competició dels clubs dels Països Catalans.
Els representants del clubs participants en el Torneig Rugby Quatre Barres, decidiren utilitzar un decàleg rugbista com a base de la nova competició:
1. Els Clubs fundadors creen un Comitè Organitzador paritari entre tots els clubs per organitzar i seguir el desenvolupament regular de la Copa Quatre Barres.
2. Durant els dos primers anys el torneig estarà tancat als Clubs fundadors.
3. Els Clubs fundadors han de participar sempre al torneig perquè aquest sigui considerat vàlid, només podrà realitzar-se el torneig mancant un dels equips fundadors, si hi ha una comunicació escrita de la Junta Directiva del Club interessat dirigida al Comitè Organitzador i a tots els altres clubs fundadors.
4. Només poden participar en el torneig Clubs pertanyents a algun dels països de parla catalana.
5. L'admissió al torneig de nous clubs només es pot realitzar si hi ha la invitació expressa i acord unànime de tots els Clubs que fan part del Comitè Organitzador.
6. És voluntat dels clubs fundadors de convertir aquest torneig en un punt de referència rugbistic al conjunt dels Països Catalans, per aquest motiu els clubs fundadors es comprometen a treballar per realitzar les ampliacions que considerin necessàries a clubs d'altres països de parla catalana.
7. És voluntat dels clubs fundadors convertir els partits en lloc de trobada, d'amistat i d'intercanvi. Per poder garantir aquest aspecte de germanor entre els participants a la competició, els clubs consideren que es fa indispensable la realització del tercer temps seguint la bona tradició rugbistica.
8. La competició es desenvoluparà a un únic partit, l'equip amfitrió serà el visitant a la propera competició, a menys que els dos clubs implicats arribin a un acord que sigui satisfactori per a totes dues parts.
9. Per poder realitzar una taula classificatòria del campionat, serà utilitzada la puntuació clàssica, 2 punts per partit guanyat, 1 punt per partit empatat, 0 punts per partit perdut.
10. Al vencedor del torneig Quatre Barres vindrà ofert un trofeu que el tindrà com a dipositari només per un any, a menys que l'equip torni a vèncer l'any successiu. El trofeu quedarà en propietat si el mateix Club guanya la competició durant tres anys seguits o és la cinquena vegada de manera alterna.